# Hirtenteich (Darmstadt)
Der Hirtenteich ist ein kleines Stillgewässer in Darmstadt, Hessen.

## Geographie
Der Hirtenteich befindet sich am Nordostrand von Darmstadt, zwischen Darmstadt-Kranichstein und Messel.
Der Teich ist ca. 50 m lang und ca. 20 m breit.
Er befindet sich im Waldgewann „Kleeneck“.